# 上田敏也
上田敏也（1933年2月24日—2022年2月8日）是日本的男聲優，北海道釧路市出身，血型AB型。從屬於81 Produce。
代表作品有『貪吃機器丸』（尼克拉克）、『超新星閃光人』（英雄泰坦）、『反斗小王子』（富美）。2022年2月8日因衰老逝世、享年88歳。

## 人物紹介
- 有著沙啞般的獨特聲音的老牌配音員。富美、貓頭鷹、桂等等，演出老人的角色比較多，還有溫厚的角色『魔法咪路咪路』系列的艾瑪老師（安馬老師）般的熱門角色的演出、『妖怪霍里』與『救難小福星』（奇普與戴爾的大作戰）裡面的博士和科學者的角色，然而其他角色的的演出也很多。
- 『我是荷馬！火箭小脇的高級增刊DVD-BOX』上田演出市長最後的無聊台詞的熱情演出，普遍來說笨蛋也是會讓人驚訝的。
- 他的音質與柴田秀勝和仁內建之很相似。
- 2022年2月14日，由事務所81 Produce公佈上田敏也於2月8日的逝世消息，終年88歲[1]。

## 出演作品

### 電視動畫
- 猴子戰記五九（麥森）
- 安地斯少年佩佩羅的冒險（奇奇卡卡）
- EAT-MAN（傑克·班姆 #1）
- 反斗小王子（田村富美男（富美））
- 妖怪霍里（科學者、妖怪研究家）
- 機甲創世記（愛迪的父親）
- 機動戰士鋼彈ZZ（長老）
- 恐龍惑星（阿克拉罐頭）
- 怪怪怪的鬼太郎（第4部）（天眼萩怪）
- （加拉丹皇帝）
- The Ultraman（宮井副官）
- 秀逗泰山阿達（胡文老師）
- 戰鬥機器 札夫克（卡拉斯・卡拉斯）
- 麵包超人（草餅和尚、睡眠爺爺）
- 衝鋒四驅郎（顎山）
- 大耳鼠（秋隆博士）
- 褞袍超人（佐藤（阿一的父親）、陽鬼）
- 忍者龜（1987年東京電視台版）（歐班托）
- 忍者龜（1987年東和電視台版）（貝克博士）
- 傳說巨神伊甸王（馬歇爾・富蘭克林）
- 21衛門（露娜的爸爸）
- 爆發五郎（兵藤大介）
- 第一神拳（安田教練）
- PaRappa the Rapper（夏伊曼老師）
- 美少女戰士月光仙子（國立）
- 神奇寶貝 (1997－2002年動畫)（桂）
- 鬥球兒彈平（校長）
- Bonobono（大参照王先生、青蛙君）
- 危險調查員（天田教授、英國紋章院職員）
- 魔法少女彩虹布萊特（瑪姬）
- 漫畫日本史（白河上皇、細川賴之）
- 妙手小廚師（李小龜）
- 未来機器人 達坦寧斯（赫曼）
- 名偵探柯南（土橋哲夫）
- 名偵探福爾摩斯（福卡斯先生、博物館館長）
- 以柔克剛（波爾納雷夫教練）
- 魯邦三世（TV第2系列）（夏洛克·福爾摩斯三世（15話）他複数）
- 魯邦三世 PartIII（多明哥）
- 少女夏綠蒂（尚）
- 魔法咪路咪路系列（安馬老師）
- 世界名作劇場系列
  - 尋母三千里（隆巴迪尼醫生、亞歷山卓·莫雷蒂）
  - 浣熊拉斯卡爾（胡頓牧師）
  - 佩琳物語（森德里葉醫生、歐奴）
  - 湯姆索耶的冒險（芬）
  - 阿爾卑斯物語 我的安妮特（佩蒙老師）
  - 牧場上的少女卡特莉（艾斯可）
  - 小公主莎拉（迪法傑老師）
  - 小公子西迪（賽拉斯·霍布斯）
  - 崔普一家物語（約瑟夫）
  - 無家可歸的孩子蕾米（雷尼）

1970年
- 巨人之星

1979年
- 哆啦A夢

1981年
- 忍者小靈精（蘇力）

1983年
- 小超人帕門（評審、犯人B、國中生A、猿蚤、隊長、老大）

1985年
- 火焰的阿爾卑斯玫瑰 茱蒂&藍迪（雷諾·杜波瓦）

1987年
- 超能力魔美（南達米亞總統）

1990年
- 櫻桃小丸子（叔叔）

1991年
- 黑色推銷員（一戶立男、作業員、須藤禮壽）

1993年
- 蠟筆小新（牧師）

1996年
- 怪盜Saint Tail（山野）

2003年
- 釣魚迷日記（村長、森川）

2008年
- Yes! 光之美少女5（聖誕老人）

2010年
- 少年犯之七人（翻譯員）

2012年
- ONE PIECE（尼菲魯塔利·寇布拉〈第2代〉）

2021年
- 約定的夢幻島第2季（威魯克）

### OVA
- 銀河英雄傳説（威勒）
- 沉默的艦隊（尼可拉斯・J・班納特美國總統）

### 劇場版動畫
- 大耳鼠 艾莉王妃活動大寫真（秋隆博士）

1984年
- 哆啦A夢 大雄的魔界大冒險（梅杜莎）

2006年
- 神奇寶貝劇場版 口袋精靈與蒼海王子 馬納菲（嘉布）

### 遊戲
- 王國之心 II（貓頭鷹）
- 侍魂新章～劍客異聞錄 甦醒的蒼紅之刃～（朧、旁白）

### 外語配音
- 火車頭日記
- 小熊維尼（貓頭鷹）
- 潔西卡阿姨的事件簿 #1
- 辛德勒的名單（伊薩克·史特恩（班·金斯萊）
- 大逃亡（高登・傑克森：情報員・麥克唐納德中尉）※富士電視台版（DVD収録）
- 丁丁的冒險旅行（湯普森（杜彭））
- 奇普與戴爾的大作戰（尼姆奈爾教授）
- 摩登原始人
- 馬克·史隆博士（諾曼院長）
- 百戰天龍（彼得·索恩森）
- 波士頓冒險2
- 翡翠森林（英语：The Emerald Forest） ※朝日電視台版。

### 特攝
- 不可思議喜劇系列
  - 貪吃機器丸（尼克拉克的聲音）
  - 「劇場版　貪吃機器丸」（尼克拉克的聲音）
- 超級戰隊系列
  - 超新星閃光人（英雄泰坦的聲音）
  - 「劇場版　超新星閃光人」（英雄泰坦的聲音）
  - 激走戰隊卡倫傑（OO（無限大）歐怕的聲音）
- Barom one（納馬柯爾克的聲音）
- 快傑獅子丸（道奇的聲音）

## 來源
1. ↑  .   [2022-02-14]. （原始内容存档于2022-02-14）.

## 外部連結
- 81 Produce的資料介紹（页面存档备份，存于）